# Cyanophrys
Genre
Cyanophrys est un genre d'insectes lépidoptères de la famille des Lycaenidae et de la sous-famille des Theclinae présents en Amérique.

## Dénomination
Le genre a été nommé par Harry  Clench (d) en 1961.

## Liste des espèces
- Cyanophrys acaste (Prittwitz, 1865) présent en Bolivie, en Argentine et au Brésil.
- Cyanophrys agricolor (Butler & Druce, 1872) présent au Mexique et à Panama.
- Cyanophrys amyntor (Cramer, [1775]) présent au Mexique, en Colombie, au Brésil, au Surinam et en Guyane.
- Cyanophrys argentinensis (Clench, 1946) présent en Colombie, en Argentine et au Brésil.
- Cyanophrys banosensis (Clench, 1944) présent en Équateur.
- Cyanophrys bertha (Jones, 1912) présent au Brésil.
- Cyanophrys crethona (Hewitson, 1874) présent à la Jamaïque et à Cuba.
- Cyanophrys fusius (Godman & Salvin, [1887]) présent au Mexique, à Panama et en Colombie
- Cyanophrys goodsoni (Clench, 1946)  présent dans le sud du Texas, au Costa Rica et au Honduras.
- Cyanophrys herodotus (Fabricius, 1793) présent au Mexique, au Guatemala, à Panama, au Nicaragua, en Colombie, en Équateur, au Pérou, au Paraguay, en Argentine, au Brésil et en Guyane.
- Cyanophrys longula (Hewitson, 1868) présent au Mexique, au Costa Rica, en Colombie, en Équateur et en Bolivie.
- Cyanophrys miserabilis (Clench, 1946) présent dans le sud du Texas et au Mexique.
- Cyanophrys pseudolongula (Clench, 1944)présent au Venezuela, en Bolivie, en Équateur, au Brésil, au Paraguay et en Argentine.
- Cyanophrys remus (Hewitson, 1868) présent sans le sud du Brésil et en Argentine.
- Cyanophrys roraimiensis Johnson & Smith, 1993 présent au Brésil.
- Cyanophrys velezi Johnson & Kruse, 1997 présent en Colombie[1],[2].

## Répartition
Les espèces du genre Cyanophrys sont présentes en Amérique centrale et Amérique du Sud.